# Jay Threatt
Jay L. Threatt (ur. 8 sierpnia 1989 w Richmond) – amerykański koszykarz, występujący na pozycji rozgrywającego, obecnie zawodnik Kinga Szczecin.
27 lipca 2019 dołączył do Arged BM Slam Stali Ostrów Wielkopolski. 14 października klub zawiesił go w prawach zawodniczych.
21 stycznia 2021 został zawodnikiem PGE Spójni Stargard. 8 kwietnia zawarł umowę z francuskim Élan Béarnais Pau-Lacq-Orthez. 23 listopada 2021 podpisał kontrakt z Kingiem Szczecin.

## Osiągnięcia
Stan na 24 listopada 2021, na podstawie, o ile nie zaznaczono inaczej.
NCAA
- Zaliczony do I składu All-MEAC (2012)
- Lider:
  - NCAA w przechwytach (2010, 2012)[9]
  - konferencji MEAC w:
    - asystach (2011, 2012)
    - przechwytach (2010, 2011, 2012)

Drużynowe
- Mistrz II ligi fińskiej (2015)
- Finalista:
  - Pucharu Polski (2021)[10]
  - superpucharu Polski (2019)[11]

Indywidualne
(* – nagrody przyznane przez eurobasket.com)
- MVP meczu gwiazd ligi islandzkiej (2013)
- Zaliczony do składu honorable mention ligi litewskiej (2019)*[12]
- Lider w asystach:
  - polskiej ligi EBL (2020)
  - ligi:
    - litewskiej (5,67 – 2019)[13]
    - islandzkiej (2013)

  - II ligi francuskiej Pro B (2017)[14]